# Progressió harmònica
En música, una progressió harmònica és una successió d'acords, explícits o implícits. Les més comunes són les quals es basen en el cercle de quintes (exemple: I got Rhythm, de George Gershwin), però existeix igualment una quantitat comparable de peces que no. Per extensió s'afig l'adjectiu progressiu als subgèneres musicals que utilitzen aquest tipus de composició.